# 신디케이트 워
신디케이트 워(Il Consigliori, The Counsellor)는 스페인에서 제작된 알베르토 데 마르티노 감독의 1973년 범죄, 드라마 영화이다. 마틴 발삼 등이 주연으로 출연하였다.

## 출연

### 주연
- 마틴 발삼
- 토마스 밀리안

### 조연
- 프란시스코 라발
- 다그머 라샌더
- 넬로 파자피니
- 펄라 크리스탈
- 카를로 탬버라니